# Zbór Kościoła Chrześcijan Baptystów w Bielsku-Białej
Zbór Kościoła Chrześcijan Baptystów w Bielsku-Białej – zbór Kościoła Chrześcijan Baptystów znajdujący się w Bielsku-Białej, przy ulicy 3-go Pułku Strz. Podhal. 8.
Nabożeństwa odbywają się w każdą niedzielę o godzinie 17:00.